# Chen Jingrun

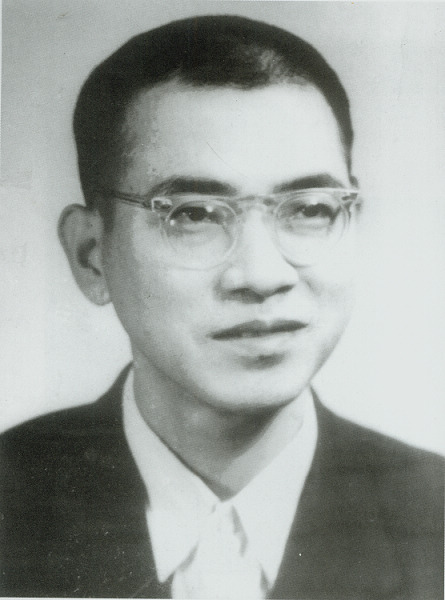
Chen Jingrun

Chen Jingrun (chinesisch 陳景潤 / 陈景润, Pinyin Chén Jǐngrùn, W.-G. Ch’en Chingjun; * 22. Mai 1933 in Fuzhou, Republik China; † 19. März 1996) war ein chinesischer Mathematiker, der für seine Ergebnisse in der analytischen Zahlentheorie bekannt ist. Er gilt als einer der führenden chinesischen Mathematiker des 20. Jahrhunderts und einer der einflussreichsten Mathematiker in China.

## Leben
Chen war der dritte Sohn einer großen Familie aus Fuzhou. Sein Vater war Mitarbeiter der Post. 1949 bis 1953 studierte Chen Jingrun am mathematischen Fachbereich der Xiamen-Universität und war danach Schullehrer an der 4. Mittelschule in Peking, wurde aber bald darauf als ungeeignet entlassen. Danach stellte ihn der Universitätspräsident, der davon hörte, als Angestellten an der Xiamen-Universität an. Während Luftalarmen studierte er das Buch Additive Zahlentheorie von Hua Luogeng, woraus einige Arbeiten entstanden, die er Hua zuschickte. Er trug darüber auf der Jahrestagung der chinesischen Mathematiker 1956 vor und wurde 1957 Assistent bei Hua an der Academia Sinica. Chen war häufig krank und litt besonders unter den Auswirkungen der Kulturrevolution ab 1966, die zur Folge hatte, dass die Forschungsarbeit an seinem Institut eingestellt wurde. Nach der Kulturrevolution wurde er 1978 Forschungsprofessor an der Academia Sinica, in die er 1980 auch gewählt wurde. 1984 erkrankte er an Parkinson.
Chen erhielt den chinesischen nationalen Naturwissenschaftler-Preis erster Klasse, den He-Liang-He-Li-Preis und den Hua-Luogeng-Mathematik-Preis.
Er war ab 1980 verheiratet und hat einen Sohn.

## Wirken
Chen arbeitete an der Primzahlzwillingsvermutung, dem waringschen Problem (er bewies g(5)=37), der goldbachschen Vermutung und der Vermutung von Legendre und entwickelte so die analytische Zahlentheorie und hier speziell die additive Zahlentheorie weiter.

## Der Satz von Chen
Die goldbachsche Vermutung besagt, dass jede gerade Zahl als Summe zweier Primzahlen geschrieben werden kann, und ist bis heute unbewiesen.
Chen lieferte im Jahre 1966 die bislang beste Annäherung an die goldbachsche Vermutung: er bewies, dass jede gerade Zahl, die größer ist als eine gewisse Mindestgrenze, als Summe aus einer Primzahl und einer weiteren Zahl geschrieben werden kann, die höchstens zwei Primfaktoren besitzt.

## Ehrungen

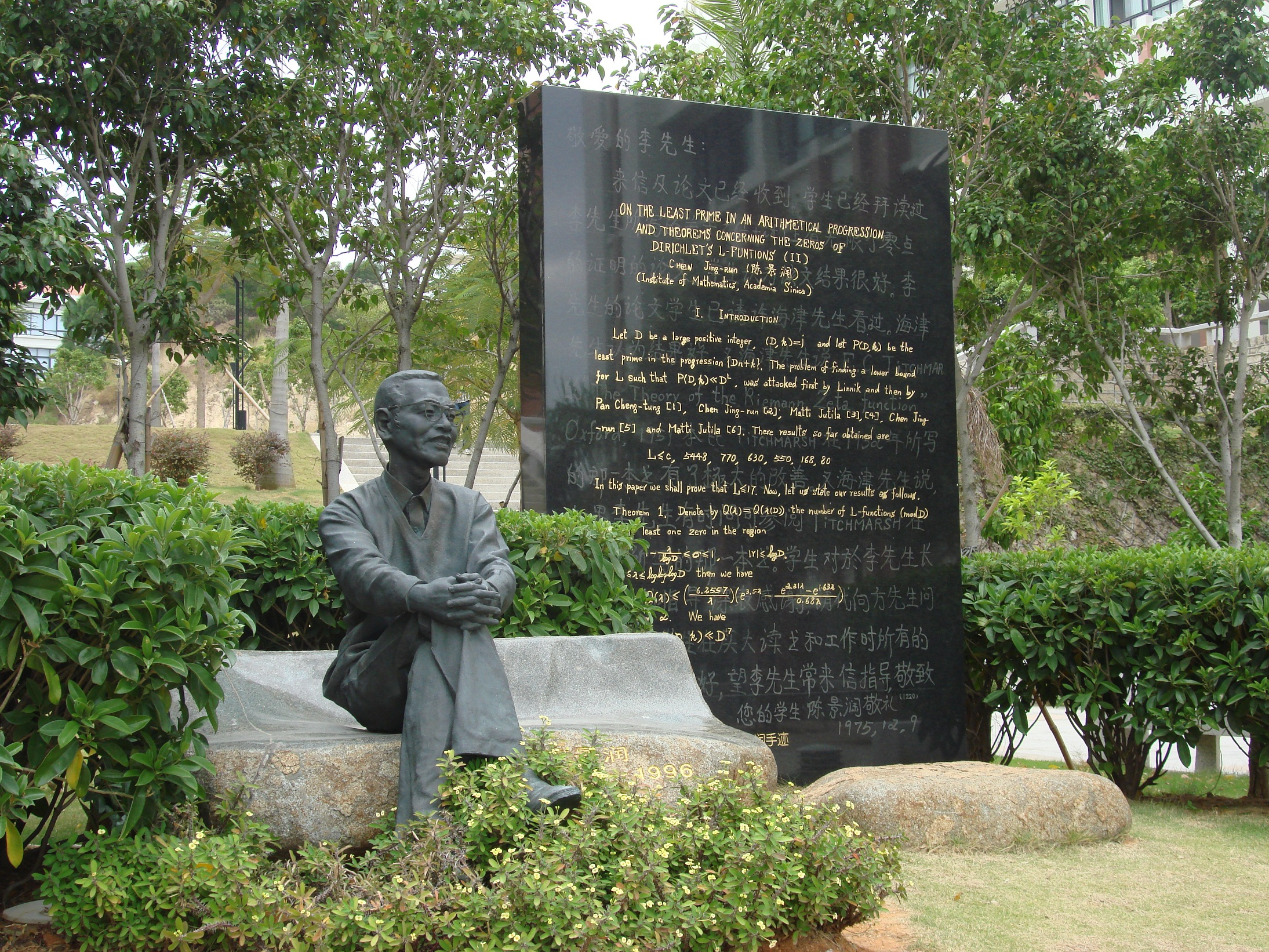
Chens Statue in der Xiamen-Universität, China.

- Der Asteroid (7681) Chenjingrun wurde nach ihm benannt.
- 1999 wurde in China eine Gedenkbriefmarke ausgegeben mit einem Schattenriss von Chen und einer Formel aus seinem Satz zur goldbachschen Vermutung[3]

## Schriften
- On the representation of a larger even integer as the sum of a prime and the product of at most two primes, Kexue Tongbao 17, 1966, S. 385–386 (chinesisch); Scientia Sinica 16, 1973, S. 157–176 (englisch; Zentralblatt-Rezension); Scientia Sinica 21, 1978, S. 421–430 (englisch; Zentralblatt-Rezension)